# Agathia cistifera
Agathia cistifera là một loài bướm đêm trong họ Geometridae.